# Cometa (singolo)
Cometa è un singolo del rapper italiano Izi, pubblicato il 13 dicembre 2019.

## Video musicale
Il videoclip, diretto da Simone Mariano e Federico Merlo, è stato pubblicato sul canale YouTube del rapper.

## Tracce
Testi di Diego Germini e Dosseh Dorian N'Goumou, musiche di Josh Rosinet.
1. Cometa – 3:36